# Oscar Isaac
Oscar Isaac (tên khai sinh: Óscar Isaac Hernández Estrada; sinh ngày 9 tháng 3 năm 1979) là một nam diễn viên, nhạc sĩ người Mỹ gốc Guatemala. Năm 2016, Isaac nằm trong danh sách Time 100 (100 người có nhiều ảnh hưởng nhất trên thế giới) của tờ Time.

## Thời thơ ấu
Óscar Isaac Hernández Estrada sinh ra tại thành phố Guatemala, Guatemala, trong một gia đình có ba anh chị em. Mẹ anh là bà María Eugenia Estrada Nicolle, người Guatemala, cha anh là ông Óscar Gonzalo Hernández-Cano, người Cuba. Chị gái anh là Nicole Hernandez Hammer, một nhà khoa học, em trai anh là Mike Hernandez, nhà báo.
Gia đình anh chuyển tới Mỹ định cư khi anh được năm tháng tuổi, cả gia đình từng chuyển nhà tới nhiều bang, từ Washington D.C., Virginia, Louisiana tới Maryland, cuối cùng họ ổn định cuộc sống ở thành phố Miami, Florida.

## Đời tư
Tháng 12/2007, Oscar đính hôn với một người phụ nữ tên Maria Miranda. Trong một phỏng vấn năm 2010, tuy không đề cập rõ nhưng anh cho biết mình đã có vợ. Năm 2012, anh quen biết nữ đạo diễn phim người Đan Mạch, Elvira Lind. Hai người kết hôn tháng 2/2017 và sinh được hai người con trai: Eugene (sinh tháng 4/2017) và Mads (sinh tháng 10/2019). Gia đình anh sống ở Williamsburg, Brooklyn, New York.
Anh có thể nói tiếng Anh và tiếng Tây Ban Nha. Anh cũng là nhạc sĩ chơi đàn guitar.

## Danh sách phim

### Điện ảnh
| Năm  | Phim                                           | Vai diễn                        | Ghi chú                                                |
| ---- | ---------------------------------------------- | ------------------------------- | ------------------------------------------------------ |
| 1998 | Illtown                                        | Pool Boy                        |                                                        |
| 2002 | All About the Benjamins                        | Francesco/Frank                 |                                                        |
| 2004 | Lenny the Wonder Dog                           | Detective Fartman               |                                                        |
| 2006 | Pu-239                                         | Shiv                            |                                                        |
| 2006 | The Nativity Story                             | Saint Joseph                    |                                                        |
| 2007 | The Life Before Her Eyes                       | Marcus                          |                                                        |
| 2008 | Che                                            | Interpreter                     |                                                        |
| 2008 | Body of Lies                                   | Bassam                          |                                                        |
| 2009 | Agora                                          | Orestes                         |                                                        |
| 2009 | Balibo                                         | José Ramos-Horta                |                                                        |
| 2010 | Robin Hood                                     | John, King of England           |                                                        |
| 2011 | Sucker Punch                                   | Blue Jones                      |                                                        |
| 2011 | W.E.                                           | Evgeni                          |                                                        |
| 2011 | 10 Years                                       | Reeves                          |                                                        |
| 2011 | Drive                                          | Standard Gabriel                |                                                        |
| 2012 | For Greater Glory                              | Victoriano "El Catorce" Ramírez |                                                        |
| 2012 | Revenge for Jolly!                             | Cecil                           |                                                        |
| 2012 | The Bourne Legacy                              | Outcome No. 3                   |                                                        |
| 2012 | Won't Back Down                                | Michael Perry                   |                                                        |
| 2013 | Inside Llewyn Davis                            | Llewyn Davis                    |                                                        |
| 2013 | In Secret                                      | Laurent LeClaire                |                                                        |
| 2014 | The Two Faces of January                       | Rydal Keener                    |                                                        |
| 2014 | Ticky Tacky                                    | Lucien                          |                                                        |
| 2014 | A Most Violent Year                            | Abel Morales                    |                                                        |
| 2015 | Ex Machina                                     | Nathan Bateman                  |                                                        |
| 2015 | Mojave                                         | John "Jack" Jackson             |                                                        |
| 2015 | Star Wars: The Force Awakens                   | Poe Dameron                     |                                                        |
| 2016 | X-Men: Apocalypse                              | En Sabah Nur / Apocalypse       |                                                        |
| 2016 | The Promise                                    | Mikael Boghosian                |                                                        |
| 2017 | Lightningface                                  | Basil Stitt                     | Đồng sản xuất                                          |
| 2017 | Suburbicon                                     | Bud Cooper                      |                                                        |
| 2017 | Star Wars: The Last Jedi                       | Poe Dameron                     |                                                        |
| 2018 | Annihilation                                   | Kane                            |                                                        |
| 2018 | Operation Finale                               | Peter Malkin                    | Đồng sản xuất                                          |
| 2018 | At Eternity's Gate                             | Paul Gauguin                    |                                                        |
| 2018 | Life Itself                                    | Will Dempsey                    |                                                        |
| 2018 | Spider-Man: Into the Spider-Verse              | Miguel O'Hara / Spider-Man 2099 | Cameo, lồng tiếng, được ghi là "Interesting Person #1" |
| 2019 | Triple Frontier                                | Santiago "Pope" Garcia          |                                                        |
| 2019 | The Addams Family                              | Gomez Addams                    | Lồng tiếng                                             |
| 2019 | Star Wars: The Rise of Skywalker               | Poe Dameron                     |                                                        |
| 2020 | The Letter Room                                | Richard                         | Short film; also executive producer                    |
| 2021 | The Card Counter                               | William Tell                    |                                                        |
| 2021 | Dune                                           | Duke Leto Atreides              |                                                        |
| 2021 | The Addams Family 2                            | Gomez Addams                    | Lồng tiếng                                             |
| 2022 | Big Gold Brick                                 | Anselm                          | Đồng sản xuất                                          |
| 2022 | Spider-Man: Across the Spider-Verse (Part One) | Miguel O'Hara / Spider-Man 2099 | Lồng tiếng                                             |

### Truyền hình
| Năm       | Tiêu đề                      | Vai diễn                   | Ghi chú                                    |
| --------- | ---------------------------- | -------------------------- | ------------------------------------------ |
| 2006      | Law & Order: Criminal Intent | Robbie Paulson             | Tập: "The Healer"                          |
| 2015      | Show Me a Hero               | Nick Wasicsko              | 6 tập                                      |
| 2018–2019 | Star Wars Resistance         | Poe Dameron (lồng tiếng)   | 4 tập                                      |
| 2021      | Scenes from a Marriage       | Jonathan                   | 5 tập; kiêm nhà sản xuất điều hành         |
| 2022      | Moon Knight                  | Marc Spector / Moon Knight | Hậu kỳ, 6 tập; kiêm nhà sản xuất điều hành |
| 2022      | Moon Knight                  | Steven Grant / Mr. Knight  | Hậu kỳ, 6 tập; kiêm nhà sản xuất điều hành |

### Trò chơi điện tử
| Năm  | Tiêu đề                            | Vai lồng tiếng |
| ---- | ---------------------------------- | -------------- |
| 2015 | Disney Infinity 3.0                | Poe Dameron    |
| 2016 | Lego Star Wars: The Force Awakens  | Poe Dameron    |
| 2022 | Lego Star Wars: The Skywalker Saga | Poe Dameron    |

### Podcast
| Năm  | Tiêu đề    | Vai         |
| ---- | ---------- | ----------- |
| 2016 | Homecoming | Walter Cruz |

### Sân khấu
| Năm  | Tiêu đề                     | Vai diễn              | Địa điểm               |
| ---- | --------------------------- | --------------------- | ---------------------- |
| 2005 | The Two Gentlemen of Verona | Proteus               | Delacorte Theater      |
| 2006 | Beauty of the Father        | Federico García Lorca | New York City Center   |
| 2007 | Romeo and Juliet            | Romeo Montague        | Delacorte Theater      |
| 2008 | Grace                       | Tom                   | Lucille Lortel Theatre |
| 2011 | We Live Here                | Daniel                | New York City Center   |
| 2017 | Hamlet                      | Prince Hamlet         | The Public Theater     |